# Figli/Hijos
Figli/Hijos è un film italiano del 2002 diretto da Marco Bechis.

## Trama
Argentina, 1977. Una giovane donna desaparecida sta partorendo, mentre fuori alcuni uomini aspettano, in attesa di prendere il neonato: la donna però partorisce due gemelli e, dato che l'ostetrica riesce a nascondere la bambina, soltanto il maschietto viene portato via.
Milano, 2001. Dopo oltre vent'anni la giovane Rosa contatta Javier e cerca di convincerlo del fatto che sono fratelli gemelli, separati alla nascita dalla brutalità del regime argentino. A Barcellona incontrano l'ostetrica che assistette al parto gemellare e racconta loro la vicenda. I due si sottopongono allora al test del DNA, che però risulta negativo: tra loro non ci sono legami di sangue. Javier, comunque, capisce di non essere figlio naturale della propria famiglia e di essere stato pure lui sottratto alla propria vera madre: il suo "padre adottivo" pilotava uno dei tanti aerei da cui venivano gettati nell'oceano i desaparecidos, vivi o morti che fossero. Javier, appassionato di paracadutismo, fa un ennesimo lancio, in cui però si lascia cadere ripensando a quei terribili lanci di morte.
Il film si conclude con Rosa e Javier che prendono parte ad una manifestazione pubblica di protesta nei confronti di un gerarca del regime rimesso in libertà.

## Critica
Il regista italiano, con il film Garage Olimpo del 1999, aveva presentato uno spaccato del regime dittatoriale e della guerra sporca svoltasi in Argentina dal 1976 al 1983, con la drammatica pagina dei desaparecidos.
Con Hijos torna sull'argomento, mettendo a fuoco il tema dei tanti bambini nati durante gli anni della dittatura, che ancora neonati furono sottratti con la forza alle loro famiglie naturali e "dati in adozione" alle famiglie di gerarchi o amici del regime. Questi bambini, oggi trentenni, sono cresciuti ignorando le proprie origini e il proprio passato: le Nonne di Plaza de Mayo si adoperano per rintracciarli e informarli.

## Riconoscimenti
- 2002 - David di Donatello
  - Migliore attrice non protagonista a Stefania Sandrelli
- 2002 - Nastro d'argento
  - Nomination Migliore soggetto a Marco Bechis
  - Nomination Miglior fotografia a Fabio Cianchetti
- 2002 - Ciak d'oro
  - Miglior sonoro a Tullio Morganti[1]